# Kent (New York)
Kent è un comune degli Stati Uniti d'America, situato nello stato di New York, nella contea di Putnam.